# Officer 666
Officer 666 é um filme mudo do gênero comédia produzido na Austrália, dirigido por Fred Niblo e lançado em 1916.